# Tomasz Bednarek
Pour les articles homonymes, voir Bednarek.
Tomasz Bednarek, né le 12 novembre 1981 à Pabianice, est un joueur de tennis professionnel polonais.

## Carrière
Tomasz Bednarek est un spécialiste du double, discipline dans laquelle il a remporté 12 tournois Challenger et atteint quatre finales sur le grand circuit.
En 2013, il atteint les quarts de finale de Roland-Garros avec comme partenaire son compatriote Jerzy Janowicz.

## Palmarès

### Finales en double messieurs
| No | Date       | Nom et lieu du tournoi          | Catégorie | Dotation  | Surface      | Vainqueurs                           | Partenaire        | Score            |          |
| -- | ---------- | ------------------------------- | --------- | --------- | ------------ | ------------------------------------ | ----------------- | ---------------- | -------- |
| 1  | 03-05-2010 | Serbia Open Belgrade            | ATP 250   | 373 200 € | Terre (ext.) | Santiago González Travis Rettenmaier | Mateusz Kowalczyk | 7-66, 6-1        | Parcours |
| 2  | 08-07-2013 | MercedesCup Stuttgart           | ATP 250   | 410 200 € | Terre (ext.) | Facundo Bagnis Thomaz Bellucci       | Mateusz Kowalczyk | 2-6, 6-4, [11-9] | Parcours |
| 3  | 23-09-2013 | Thailand Open Bangkok           | ATP 250   | 567 530 $ | Dur (int.)   | Jamie Murray John Peers              | Johan Brunström   | 6-3, 3-6, [10-6] | Parcours |
| 4  | 07-04-2014 | Grand-Prix Hassan II Casablanca | ATP 250   | 426 605 € | Terre (ext.) | Jean-Julien Rojer Horia Tecău        | Lukáš Dlouhý      | 6-2, 6-2         | Parcours |

## Parcours dans les tournois duGrand Chelem

### En simple
N'a jamais participé à un tableau final.

### En double
| Année | Open d'Australie            | Open d'Australie            | Internationaux de France     | Internationaux de France    | Wimbledon                    | Wimbledon                     | US Open                      | US Open                    |
| ----- | --------------------------- | --------------------------- | ---------------------------- | --------------------------- | ---------------------------- | ----------------------------- | ---------------------------- | -------------------------- |
| 2010  | —                           | —                           | 1er tour (1/32) M. Kowalczyk | M. Fyrstenberg M. Matkowski | 1er tour (1/32) M. Kowalczyk | Sa. Ratiwatana So. Ratiwatana | —                            | —                          |
| 2011  | —                           | —                           | —                            | —                           | —                            | —                             | —                            | —                          |
| 2012  | —                           | —                           | —                            | —                           | —                            | —                             | —                            | —                          |
| 2013  | 2e tour (1/16) J. Janowicz  | D. Marrero F. Verdasco      | 1/4 de finale J. Janowicz    | P. Cuevas H. Zeballos       | 2e tour (1/16) M. Kowalczyk  | I. Dodig M. Melo              | 1er tour (1/32) L. Lacko     | J. Benneteau N. Zimonjić   |
| 2014  | 1er tour (1/32) I. Karlović | M. Fyrstenberg M. Matkowski | 1er tour (1/32) L. Dlouhý    | S. Bolelli F. Fognini       | 1er tour (1/32) B. Paire     | A. Nedovyesov D. Toursounov   | 1er tour (1/32) J. Brunström | E. Butorac R. Klaasen      |
| 2015  | —                           | —                           | —                            | —                           | —                            | —                             | 1er tour (1/32) J. Janowicz  | M. Fyrstenberg S. González |

N.B. : le nom du ou de la partenaire se trouve sous le résultat ; le nom des ultimes adversaires se trouve à droite.

### En double mixte
| Année | Open d'Australie | Open d'Australie | Internationaux de France | Internationaux de France | Wimbledon                 | Wimbledon                 | US Open | US Open |
| ----- | ---------------- | ---------------- | ------------------------ | ------------------------ | ------------------------- | ------------------------- | ------- | ------- |
| 2014  | -                | -                | -                        | -                        | 2e tour (1/16) Vania King | Max Mirnyi Chan Hao-Ching | -       | -       |

N.B. : le nom de la partenaire se trouve sous le résultat ; le nom des ultimes adversaires se trouve à droite.